# 西涼樂
西凉乐是十六国时期在凉州形成的、以中原汉乐为基调杂以羌胡之声的音乐。是隋朝九部乐和唐朝十部乐的组成部分。隋七部乐称“国伎”，唐九部乐、唐十部乐并称 “西凉伎”。
383年，前秦大将吕光受苻坚之命西征，所获龟兹乐舞及奇伎异戏，吕光、沮渠蒙逊据凉州（在今甘肃省武威市），把龟兹乐与中原传统音乐及小月氏、丁零、匈奴、氐等族的乐律相融合，形成新的音乐流派，称为 “秦汉伎”。魏太武帝时，北魏灭北凉（439年），其乐传入内地，称西凉乐。西魏、北周称之为国伎，隋、唐时入燕乐。歌曲有《永世乐》，舞曲有《于阗佛曲》，解曲有《万世丰》。樂器有卧箜篌、竖箜篌、琵琶、五弦琵琶、笛、橫笛、笙、簫、大篳篥、小篳篥、腰鼓、齐鼓、担鼓、钟、磬、弹筝、铜钹、贝，乐工二十七人，白舞一人，方舞四人。